# Dan Harmon
Dan Harmon (født 3. januar 1973) er en amerikansk forfatter og performer. Harmon er bedst kendt for at skabe og producere NBC komedieserien Community, medskabe Adult Swim animations-tv-serien Rick and Morty, og medstifte det alternative tv-net/hjemmeside Kanal 101. Harmon udgav bogen You'll Be Perfect When You're Dead i 2013 og arbejder i øjeblikket på en anden bog sat til udgivelse i 2016.
Han er også vært for det ugentlige eponyme podcast, Harmontown.